# Сефери, Сефер
Сефер Сефери (нем. Sefer Seferi; род. 5 марта 1979, Гостивар, Республика Македония) — албанский боксёр-профессионал, выступающий в первой тяжёлой и в тяжёлой весовых категориях.
Среди профессионалов действующий чемпион мира по версии UBO (2022—н. в.), бывший чемпион по версиям WBF Intercontinental (2010—2011, 2016—2018) и UBO Inter-Continental (2019—2021) в 1-м тяжёлом весе.
Младший брат другого албанского боксёра-профессионала Нури Сефери (42-11, 24 KO).

## Профессиональная карьера

### Бой с Мануэлем Чарром
17 сентября 2016 года Чарр победил единогласным решением судей (98-91, 97-92, 96-93) небитого швейцарца албанского происхождения Сефера Сефери (21-0) и завоевал вакантный титул чемпиона по версии WBA International в супертяжёлом весе.

### Бой с Тайсоном Фьюри
Бой больше напоминал цирковое представление. Тайсон Фьюри в основном кривлялся и играл на публику, а Сефери старался не пропустить. Однако в 4 раунде после нескольких серьёзных попаданий Сефери принял решение не продолжать бой.

## Статистика профессиональных боёв
В таблице перечислены результаты всех поединков боксёров.
В каждой строке указан результат поединка. Дополнительно номер поединка обозначен цветом, который обозначает итог поединка. Расшифровка обозначений и цветов представлена в нижеследующей таблице.
| Пример | Расшифровка                     |
| ------ | ------------------------------- |
|        | Победа                          |
|        | Ничья                           |
|        | Поражение                       |
|        | Планируемый поединок            |
|        | Поединок признан несостоявшимся |
| КО     | Нокаут                          |
| ТКО    | Технический нокаут              |
| PTS    | Решение судей (по очкам)        |
| UD     | Единогласное решение судей      |
| MD     | Решение большинства судей       |
| SD     | Раздельное решение судей        |
| RTD    | Отказ от продолжения боя        |
| DQ     | Дисквалификация                 |
| NC     | Поединок признан несостоявшимся |

| 30 поединков, 25 побед (23 нокаутом), 1 ничья, 4 поражения. | 30 поединков, 25 побед (23 нокаутом), 1 ничья, 4 поражения. | 30 поединков, 25 побед (23 нокаутом), 1 ничья, 4 поражения. | 30 поединков, 25 побед (23 нокаутом), 1 ничья, 4 поражения. | 30 поединков, 25 побед (23 нокаутом), 1 ничья, 4 поражения. | 30 поединков, 25 побед (23 нокаутом), 1 ничья, 4 поражения. | 30 поединков, 25 побед (23 нокаутом), 1 ничья, 4 поражения. |
| Бой                                                         | Рекорд                                                      | Дата боя                                                    | Соперник                                                    | Место проведения боя                                        | Раундов, время                                              | Дополнительно |
| ----------------------------------------------------------- | ----------------------------------------------------------- | ----------------------------------------------------------- | ----------------------------------------------------------- | ----------------------------------------------------------- | ----------------------------------------------------------- | --- |
| 30                                                          | 25-4-1                                                      | 5 мая 2023                                                  | Кем Юнгквист (14-0)                                         | Doellefjelde Musse Marked, Нюстед, регион Зеландия, Дания   | RTD 3 (12), 3:00                                            | Счёт судей: 25-30 (трижды). Бой за вакантный титул чемпиона по версии IBF International в тяжёлом весе.                                                                                   |
| 29                                                          | 25-3-1                                                      | 18 июня 2022                                                | Роман Крачик (38-11-1)                                      | Sporthalle Schuetzenmatt, Бургдорф, кантон Берн, Швейцария  | KO 3 (12), 1:19                                             | Завоевал вакантный титул чемпиона мира по версии UBO в 1-м тяжёлом весе. |
| 28                                                          | 24-3-1                                                      | 30 ноября 2019                                              | Ласло Иваньи (10-12-1)                                      | Markthalle, Бургдорф, кантон Берн, Швейцария                | RTD 5 (12), 3:00                                            | Завоевал вакантный титул чемпиона по версии UBO Inter-Continental в 1-м тяжёлом весе. |
| 27                                                          | 23-3-1                                                      | 21 сентября 2019                                            | Кевин Лерена (23-1)                                         | Emperors Palace, Кемптон-Парк, Гаутенг, ЮАР                 | TKO 3 (12), 2:30                                            | Бой за титул чемпиона мира по версии IBO (5-я защита Лерены) в 1-м тяжёлом весе. |
| 26                                                          | 23-2-1                                                      | 17 ноября 2018                                              | Фырат Арслан (44-8-2)                                       | EWS Arena, Гёппинген, Баден-Вюртемберг, Германия            | MD 12 (12)                                                  | Счёт судей: 113-115, 114-114 (дважды). Бой за титулы чемпиона мира по версии GBU (2-я защита Арслана) и чемпиона по версии WBO Inter-Continental (1-я защита Арслана) в 1-м тяжёлом весе. |
| 25                                                          | 23-2                                                        | 9 июня 2018                                                 | Тайсон Фьюри (25-0)                                         | Manchester Arena, Манчестер, Англия, Великобритания         | RTD 4 (10), 3:00                                            | |
| 24                                                          | 23-1                                                        | 16 марта 2018                                               | Ласло Хуберт (2) (50-23-1)                                  | Hallmann Dome, Вена, Австрия                                | KO 2 (8), 0:20                                              | |
| 23                                                          | 22-1                                                        | 1 апреля 2017                                               | Марсело Феррейра дос Сантос (22-10-1)                       | Markthalle, Бургдорф, кантон Берн, Швейцария                | KO 5 (12), 2:59                                             | Защитил титул чемпиона по версии WBF Intercontinental (1-я защита Сефери) в 1-м тяжёлом весе.                                                                                             |
| 22                                                          | 21-1                                                        | 17 сентября 2016                                            | Мануэль Чарр (29-4)                                         | EWS Arena, Гёппинген, Баден-Вюртемберг, Германия            | UD 10 (10)                                                  | Счёт судей: 93-96, 92-97, 91-98. |
| 21                                                          | 21-0                                                        | 23 апреля 2016                                              | Ласло Хуберт (44-18-1)                                      | Markthalle, Бургдорф, кантон Берн, Швейцария                | TKO 2 (12), 0:58                                            | Завоевал вакантный титул чемпиона по версии WBF Intercontinental в 1-м тяжёлом весе. |
| Бой                                                         | Рекорд                                                      | Дата боя                                                    | Соперник                                                    | Место проведения боя                                        | Раундов, время                                              | Дополнительно |